# Mircea-Cristian Nicula
Mircea-Cristian Nicula (n. 27 iunie 1977) este un senator român, ales în 2024 din partea PSD.